# Moutti tis Sotiras
Moutti tis Sotiras (gr. Μούττη της Σωτήρας) – szczyt o wysokości 370 m n.p.m. na półwyspie Akamas w północno-zachodniej części Cypru. 

## Charakterystyka i geologia

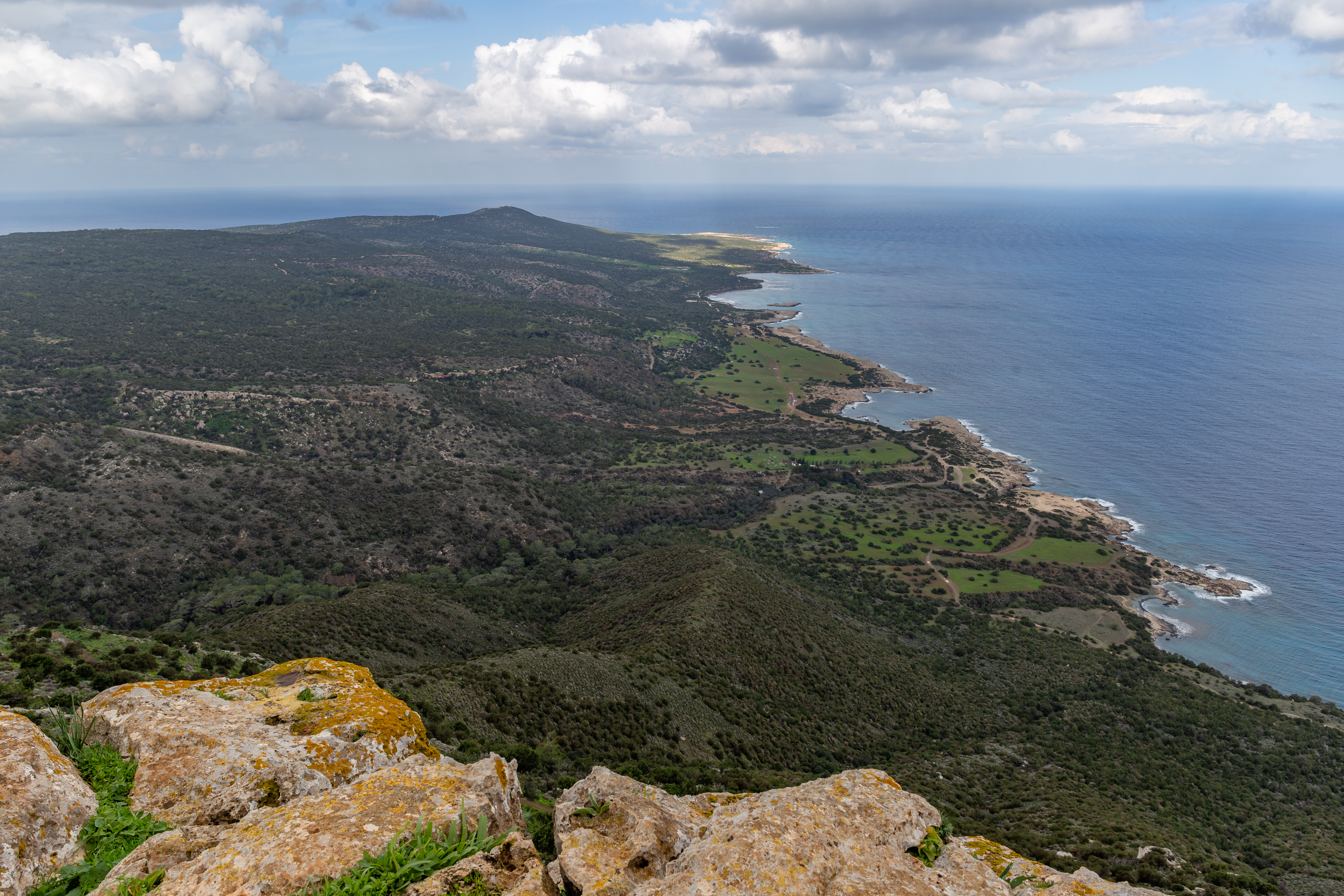
Widok ze szczytu na półwysep Akamas

Szczyt wznosi się bezpośrednio nad północnym wybrzeżem półwyspu, na którym leży nadbrzeżna równina wokół miasta Polis wraz z zatoką Chrysochou. Po drugiej stronie zatoki widoczne jest z wierzchołka najwyższe pasmo górskie Cypru, Trodos wraz z oddalonym o ponad 51 kilometrów Olimbosem (1952 m n.p.m.). Ze szczytu widoczna jest panorama szczytów położonych w południowej Turcji, m.in. Sulugöl Tepe (2575 m n.p.m. odległy o 188 kilometrów), Geyik Dağı (2884 m n.p.m. oddalony o 204 kilometry), Karasivrisi Tepe (2333 m n.p.m. odległy o 214 kilometrów), Tahtali Dağı (2363 m n.p.m. oddalony o 236 kilometrów) oraz Kızlarsivrsi Dağı (3070 m n.p.m. odległy o 263 kilometry).
Podobnie jak jego okolice, Moutti tis Sotiras zbudowane jest z wapieni. Cały półwysep był kiedyś rozległą równiną krasową, z której większość została wyrzeźbiona. To, co pozostało, to stołowe góry z kilkudziesięciometrowymi wierzchołkami, ograniczone pionowymi urwiskami o wysokości względnej około 50 metrów, u stóp których rozciągają się pola piargowe porośnięte zaroślami. Moutti tis Sotiras jest jednym z tego rodzaju wzgórz, z tym że płaskowyż szczytowy jest tutaj nachylony ku wschodowi. Urwiska są najwyższe po zachodniej stronie, gdzie opadają ku dolnym partiom półwyspu Akamas.

## Turystyka
Przez górne partie szczytu przebiegają dwie najpopularniejsze ścieżki przyrodnicze na wyspie. Są to:  
- Szlak Afrodyty, nazwany na cześć greckiej bogini miłości, która według legendy została zaskoczona podczas kąpieli w pobliskiej grocie (Łaźnia Afrodydy, grota poniżej szczytu na wschód), omijający szczyt o około 40 metrów. Stumetrowe zejście prowadzi do zrujnowanego klasztoru Pyrgos tis Rigainas, gdzie łączy się ze Szlakiem Adonisa i prowadzi z powrotem do łaźni Afrodyty,
- Szlak Adonisa, nazwany na cześć Adonisa, jednego z kochanków Afrodyty, prowadzący bezpośrednio w górę wschodnich zboczy Moutti tis Sotiras w kierunku ruin Pyrgos tis Rigainas[2].

W pobliżu wierzchołka przebiega też europejski długodystansowy szlak pieszy E4.